# Napranum Shire
Koordinaten: 12° 41′ S, 141° 53′ O

Das Aboriginal Shire of Napranum ist ein lokales Verwaltungsgebiet (LGA) im australischen Bundesstaat Queensland. Das Gebiet ist 2004 km² groß und hat etwa 960 Einwohner.

## Geografie
Das Shire liegt an der Westküste der Kap-York-Halbinsel im Norden des Staats am Golf von Carpentaria etwa 630 km nordwestlich von Cairns und 2020 km nördlich der Hauptstadt Brisbane. Die LGA besteht aus verstreuten Einzelgebieten rund um die Bergbaustadt Weipa.
Alle Einwohner leben in der Siedlung Mission River, die im Zentrum der Gebiete der LGA zwischen Weipa und Weipa Flughafen liegt.

## Geschichte
Bereits 1898 wurde in der Nähe des heutigen Weipa eine Mission für die Ureinwohner errichtet. 1932 zog diese Mission an die Küste im Mündungsbereich des Embley River. Durch die Minenarbeiten in den 60er Jahren wurde die sie dann noch einmal auf den heutigen Standort von Mission River verlegt. Ab 1989 verfügten die Aborigines über einen Community Council, der Mitsprache bei der Verwaltung der von ihnen genutzten Gebiete hatte. Seit 2008 ist Napranum ein Shire mit eingeschränkter lokaler Selbstverwaltung.

## Verwaltung
Der Napranum Council hat fünf Mitglieder. Der Mayor (Bürgermeister) und vier weitere Councillor werden von allen Bewohnern des Shires gewählt. Die LGA ist nicht in Wahlbezirke unterteilt.